# Julio Sánchez Cóccaro
 Julio Sánchez Cóccaro (Bogotá, 14 de febrero de 1964) es un actor de teatro, cine y televisión, director de televisión, músico y bailarín colombiano. Es el padre del actor Variel Sánchez.

## Biografía

### Primeros años
Es hijo del actor colombiano Omar Sánchez y hermano de la actriz Yadira Sánchez. 

### Carrera
Inició su carrera a corta edad en el film de producción sueca en la película "El Gamín" 1976, una historia que relata el drama de un niño de escasos recursos que cuenta su diario vivir a un visitante extranjero que se interesa en conocer más sobre él.
Ya había realizado varios papeles como el papel protagónico de Puerta Grande (vida del torero César Rincón) y el Padre Manolo en la serie Pandillas, guerra y paz primera y segunda temporada y en Oye bonita, Tres Milagros y Amar y vivir.
Es el padre del actor Variel Sánchez, de Adrián Sánchez y de Shady Juliana Sánchez.

## Filmografía

### Televisión
- Darío Gómez, el rey del despecho (2024) — Cuerdita[1]
- Devuélveme la vida (2024) — Carlos Frías "El Turco"[2]
- Hasta que la plata nos separe (2022) — Simón Sanpedro "El Bebé"[3]
- Enfermeras (2021-2022) — Don Ramón
- Última hora (2021-2022) — Raúl[4][5]
- Clave de Sol[6] (2021)
- Hombres de Dios (2021) — Fray Gregorio Beteta[7]
- Confinados (2020) — Don Arnulfo Contreras
- Amar y vivir (2020) — Salvador Romero
- El general Naranjo (2019) — Alfonso Reyes Echandía
- María Magdalena (2018-2019) — Anás (Sumo Sacerdote)
- Paraíso Travel (2018) — Ramón Cruz
- #TBT sin límites (2017) — Franky
- No olvidarás mi nombre (2017)
- Sobreviviendo a Escobar, alias JJ (2017) — Eduardo Bejarano
- La ley del corazón (2016-2017) — Salvador Rodríguez
- La niña (2016) — Don Cebrino Manjarres
- Laura, la santa colombiana (2015) — Padre Ignacio
- El chivo, (2015) — Agustín Cabral
- Metástasis (2014) — Diego Maldonado
- La Madame (2013)
- Mamá también (2013) — Ángel Cadavid
- Tres Caínes (2013) — Orlando Troya (Horacio Serpa)
- La prepago (2012) —
- La traicionera (2012) — Francisco García
- Tres Milagros (2011-2012) — Tomas Rendón
- Amor sincero (2010) — Aldo Lizarzo
- Rosario Tijeras (2010) — Padre
- Pandillas, guerra y paz II (2009-2010)
- Isa TK+ (2009-2010) — Profesor Francisco
- Oye bonita (2008-2010) — Padre Saturnino
- La Pasión según nuestros días (2008) — Padre Gonzalo
- Aquí no hay quien viva (2008) — Señor Soto (Actuación especial)
- Súper pá (2008) — Alfredo Gallardo
- La peluquería (2008)
- Casados con hijos (2004-2006) — Ángel
- A.M.A. La Academia (2003-2004) — Porfirio
- La dama del pantano (1999) — Kal
- Pandillas, guerra y paz (1999-2004) — Padre Manolo
- María, María (1996)
- El manantial (1995)
- Paloma (1994)
- Puerta Grande (1993) — César Rincón
- La hija de nadie (1991)
- La vida secreta de Adriano Espeleta (1991)
- El pasado no perdona (1990)
- Señora bonita (1990)
- La rosa de los vientos (1989)
- Hojas al Viento (1988)
- Destinos cruzados (1988)
- Dialogando (1985-1986)
- Camino cerrado (1985)
- Entre primos (1984)
- La María (1972)

### Reality
- MasterChef Celebrity (2021) — Participante[8]
- Bailando por un sueño (2006) — Concursante finalista
- Protagonistas de novela 3 (2004) — Maestro de actuación y crecimiento personal
- Protagonistas de novela 2 (2003) — Maestro de actuación y crecimiento personal

### Cine
- Pablo (2016) — José
- El Gamín (1976) — Versión inédita.

### Presentador
- Los ojos de mi calle — Al lado de Viena Ruiz presentó talk show en vivo RCN Televisión

### Teatro
- Aquí estoy, Stand up Comedy.
- Relaciones prohibidas.
- Desfachatadamente clásicos.
- Concierto en mi mamadera de gallo.
- Taxi.
- La Casita del placer.
- Estado civil: Infiel.